# Dezinflace
Dezinflace je opakem akcelerující inflace. Jedná se tedy o zpomalující inflaci.
Dezinflace je pokles tempa růstu všeobecné cenové hladiny (míra inflace je nižší než v předchozím období, nemusí však být záporná).
Dejme tomu, že v dubnu máme velikost inflace 4,4 % a v květnu jen 4,0 %. V tomto případě ceny zboží a služeb stále rostou, nicméně rostou pomaleji, konkrétně o 0,4 % pomaleji než předchozí měsíc. Tento pojem bychom neměli zaměňovat s deflací, což je celkové snižování cen.
Dezinflace je všeobecně pokládána za známku velmi dobrého stavu ekonomiky. Na konci 20. století zažívaly země Severní Ameriky trvalou dezinflaci, což mnozí přičítají silnému růstu v tomto období. Zatímco dezinflace je zpravidla chápána jako pozitivum, není dobré, když zajde příliš daleko a změní se v deflaci, která je obvykle vnímána jako velmi negativní stav ekonomiky.